# 宝珠院 (箕面市)
宝珠院（ほうしゅいん）は、大阪府箕面市如意谷四丁目にある高野山真言宗の仏教寺院。

## 歴史

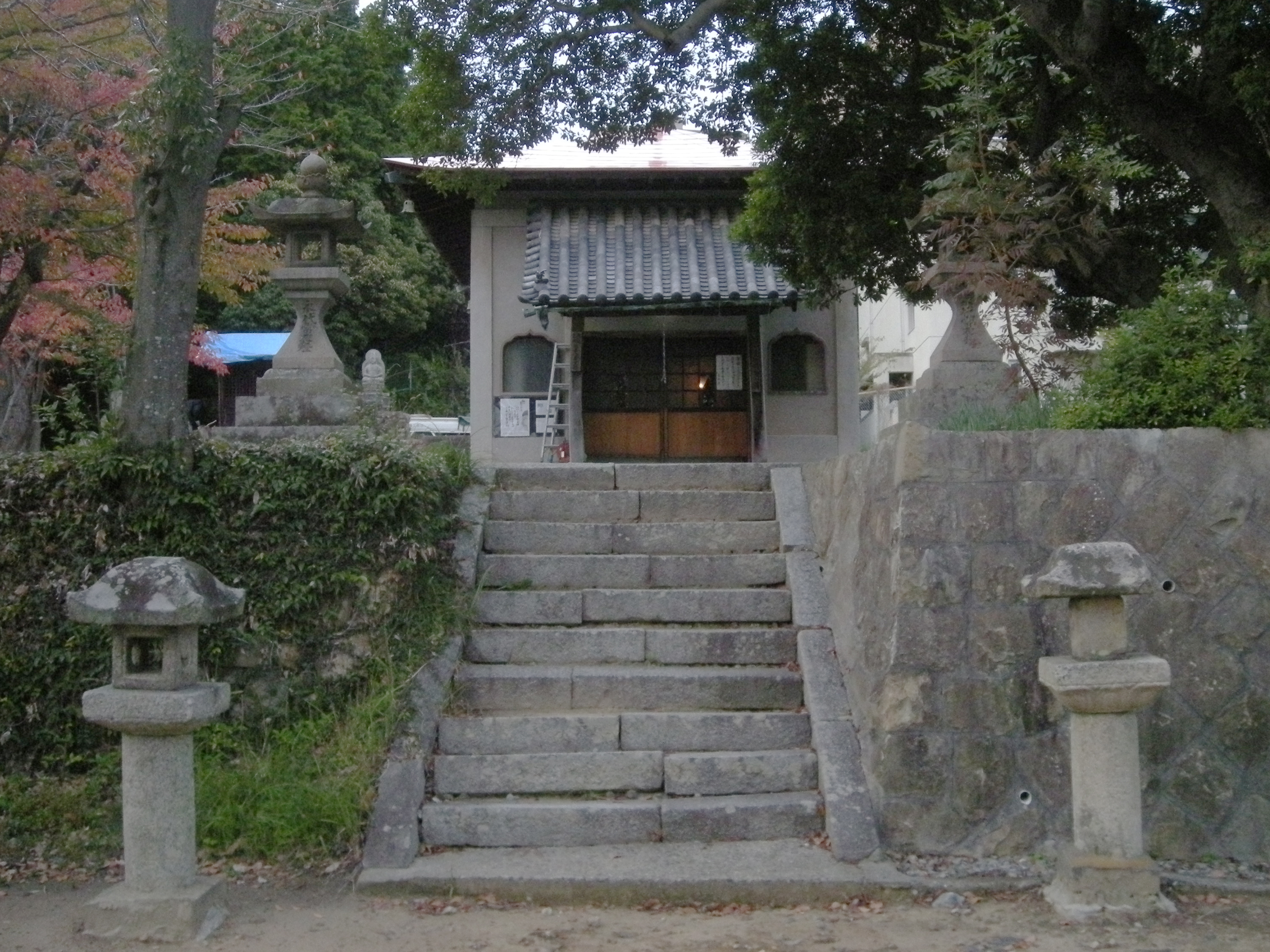
奥之院（観音堂）

縁起によれば、空海が開創した摩尼山如意輪寺の塔頭の1つ。
- 元慶4年（880年）陽成天皇より荘園を下賜され、七堂伽藍坊舎数十を数え隆昌を極めた。
- 応仁年間（1467年 – 68年）の兵火に罹り、堂坊ことごとく焼失し、宝珠院のみが草堂にて法燈を継続。
- 寛文5年（1665年）僧秀盛が再建[2]。
- 安永9年（1780年）7月18日、義海上人により如意輪寺の観音像を安置していた観音堂を奥之院とした。
- 昭和58年（1983年）本堂を新築し、観音像を奥之院より移す。

## 交通アクセス
- 阪急バス停萱野北小学校前より、北に徒歩3分。